# Филатьев, Иван Андреевич
Иван Андреевич Филатьев (1909—1944) — участник Великой Отечественной войны, помощник командира взвода 268-го гвардейского стрелкового полка (90-я гвардейская стрелковая дивизия, 6-я гвардейская армия, 1-й Прибалтийский фронт) гвардии младший сержант. Герой Советского Союза (1944).

## Биография
Родился 7 июня 1909 года на хуторе Лозной Есауловской станицы (ныне Чернышковского района Волгоградской области). Казак.
Образование начальное. Работал в сельском хозяйстве, в рыболовецком колхозе.
В Красной Армии с июня 1941 года, с этого же времени — на фронте Великой Отечественной войны.
Помощник командира взвода гвардии младший сержант Филатьев с группой бойцов 22 июня 1944 года ворвался в деревню Плиговка (Шумилинский район Витебской области) и своим станковым пулемётом уничтожил более 20 немецких солдат и двух взял в плен. 24 июня заменил выбывшего из строя командира роты и одним из первых переправился с бойцами через реку Бусовесть, овладев деревней Сковородино (Полоцкий район Витебской области). В деревне Малышки воины захватили вражескую батарею. Затем рота под командованием Филатьева освободила деревню Ляхово, уничтожив до взвода гитлеровцев.
Погиб в бою 1 июля 1944 года. Похоронен в деревне Горяны Полоцкого района.

## Награды
- Звание Героя Советского Союза присвоено 22 июля 1944 года.
- Награждён орденом Ленина и медалями.